# Legitimationshandling
En legitimationshandling, ofta kallad identitetskort eller id-kort, är ett vederhäftigt mindre dokument som förbinder ett fotografi med en identitet, så man kan matcha en fysisk person med till exempel uppgifter i ett dataregister hos bland annat banker och myndigheter. Som identitetsbegrepp (det som kopplar ihop kortet med dataregister eller ett dokument) används till exempel en individs namn, personnummer, namnteckning samt i vissa fall även kön och medborgarskap.
I en del länder måste alla i landet kunna visa upp legitimationshandling för polisen när de begär det. I andra länder är det inte formellt krav på det för inhemska personer, men legitimationshandling behövs oftast ändå för vissa tjänster.
I de flesta länder i världen gäller att utlänningar måste ha pass med sig hela tiden. Om de är bosatta i landet kan de vanligtvis få ett identitetskort (som de kan ha istället för pass) utfärdat där.

## Etymologi
Legitim från mitten 1400-talet, lagenligt född/avlad, från mellanfranska legitimer och direkt från medeltida latinska legitimatus av legitimare göra laglig, förklarar sig vara laglig, från latin legitimus laglig ursprungligen fastställt i lag, i linje med lagstiftningen, från lex (genitiv legis). Överfört med innebörden äkta, genuin, verklig, dokumenterat från 1550-talet. Relaterat ord laglig.

## Länder i Europeiska unionen
I EU- och EES-länderna gäller att nationella identitetskort från valfritt EU/EES-land, som anger medborgarskap i det landet, är giltiga som identitetshandling så att pass inte behövs. Alla EU-länder utom Danmark utfärdar nationella identitetskort. I Finland, Irland, Sverige och Österrike finns nationella identitetskort men har relativt få skaffat dem, eftersom körkort går bra som legitimationshandling inrikes, och pass utrikes, och de flesta vuxna har ändå pass och körkort.

### Belgien, Bulgarien, Cypern, Frankrike, Grekland, Italien, Kroatien, Lettland, Luxemburg, Nederländerna, Polen, Portugal, Rumänien, Slovakien, Slovenien, Spanien, Tjeckien, Ungern

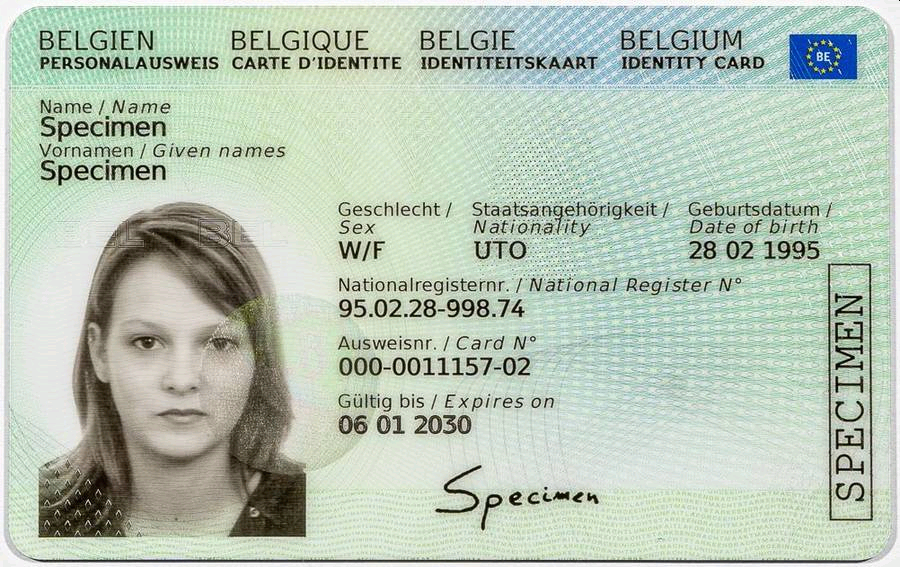
Framsidan av ett belgiskt nationellt id-kort

I dessa EU-länder är det lag på att ha och kunna visa upp legitimation för polisen, som kan begära det vid behov (vanligen reglerat i lag vilka situationer det gäller, t.ex. brottsmisstanke). Staten eller kommunen (varierar) utfärdar nationella id-kort till alla medborgare, och de gäller för resa till alla EU-länder.
Eftersom medborgare i dessa länder är vana vid att ha med sig sitt nationella id-kort kan de resa inom EU och det mesta av resten av Europa utan bekymmer om pass. Pass går också bra. Det kan gå bra inom respektive land att ha körkort med mera istället, något som varierar lite. I till exempel Frankrike anses körkort ok, men inte i Tyskland.

### Danmark
I Danmark accepteras ofta sjukförsäkringskort ("sundhedskort"(da)) eller bankernas kontokort Dankort som legitimation. Ingen av dem har fotografi (Dankort hade det tills 2004 och längre tillbaka fanns bankidkort). I en del fall krävs fotolegitimation, och då finns pass och körkort, eller numera ett kommunalt utfärdat id-kort ("legitimationskort"), att tillgå. Legitimationskort gäller inte som EU-resedokument och användes mest av unga utan körkort. Det finns inte dansk lag på att man ska ha fotolegitimation, så det behövs normalt inte hos myndigheter. Däremot kan företag kräva det, till exempel hos banker, när man betalar lite större belopp med kontokort, eller som åldersbevis. Legitimationskort har sedan 2017 ny utformning med högre säkerhet och har sedan 2018 nationalitet angivet om man begär det och ett tag fick man resa in i Sverige med det, men inte sedan 2019. Det har fortfarande inte chip och har otillräcklig säkerhet i förhållande vad EU kräver för resehandlingar, vilket fått svenska gränspolisen att inte godkänna kortet.
Det finns önskemål från vissa om att anpassa det till EU-standard för att göra det till resehandling, men det har inte varit så stort intresse för det. Danska politiker har inte velat att avgiften ska öka, vilket ett fullgott id-kort skulle innebära, eftersom motiveringen till att ha ett legitimationskort är att låginkomsttagare, som de som inte har körkort ofta är, ska ha ett lågprisalternativ.

### Estland, Litauen, Tyskland

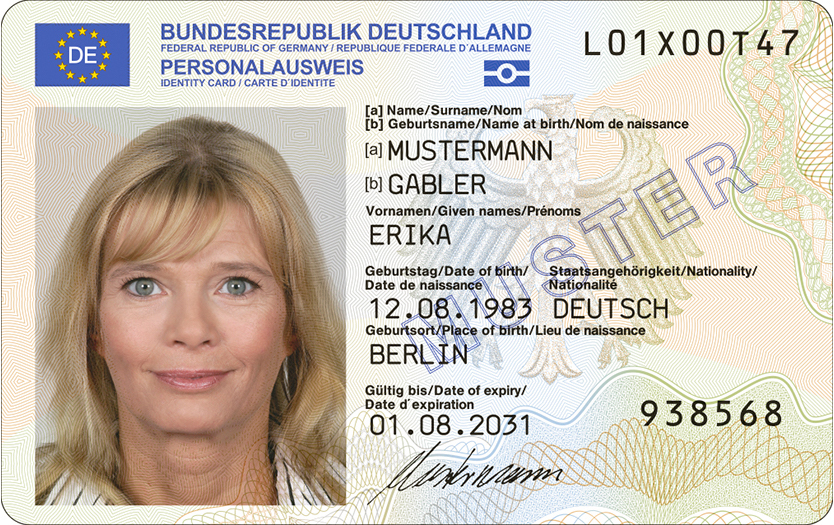
Tyskt id-kort

I Estland, Litauen och Tyskland är det obligatoriskt att ha ett statligt nationellt id-kort för alla medborgare, men inte krav på att alltid ha med sig det. Man bör dock ha det eftersom polisen får fråga efter det och kan orsaka problem om man inte har det. Staten utfärdar nationella id-kort till alla medborgare, och de gäller för resa till alla länder inom Europeiska unionen. Utländska personer behöver ha pass eller nationella id-kort med sig. I Tyskland är körkort inte formellt giltig legitimationshandling, eftersom körkort utfärdade före 2013 inte byts ut, utan man har samma dokument hela livet om det inte måste förnyas av något skäl. Dessa kommer ändå att sluta gälla år 2033 och då kommer körkort troligen bli giltig legitimationshandling i Tyskland. Tyska körkort utfärdade från 2013 gäller i 15 år. Även i fler EU-länder såsom Österrike var det obegränsad giltighetstid på körkort före 2013 (då en EU-regel infördes).

### Finland
De officiella legitimationshandlingarna som ges ut i Finland är pass och identitetskort. Båda utfärdas av polisen.
Identitetskort beviljade från och med den 1 mars 1999 gäller som resehandling inom hela Europeiska unionen/EES och Schweiz.
Polisen utfärdar också identitetskort för utlänningar. Dessa gäller inte som resehandling eftersom de inte fastställer medborgarskapet hos innehavaren; sådana måste utfärdas i medborgarskapslandet.
Man kan också använda finskt pass, och för det mesta körkort, som identitetshandling.

### Irland
I Republiken Irland finns formellt inga krav på att ha legitimation. Körkort och pass brukar användas som legitimation i de fall det krävs. Irland har sedan 2015 frivilliga id-kort kallade "Passport card" som mest är tänkta för resor inom EU. Det finns enklare id-kort ("National Age Card"). Dessa är inte fullt giltiga som id-kort i banker med mera, och de används mest av unga utan körkort, som behöver dem för ålderskontroll.
Irland införde 2015 frivilliga nationella id-kort med medborgarskap angivet för att underlätta resor till andra EU-länder. Dessa kallas "passport card" (passkort) eftersom termen nationellt id-kort blivit politiskt kontroversiellt efter kontroversen i Storbritannien.
Det finns en egen passkontrollfri union mellan Storbritannien, Kanalöarna och Irland (den gemensamma resezonen), som innebär att det inte är systematiska identitetskontroller mellan länderna (utom vid ankomst till Irland med flyg). Medborgare i dessa områden behöver ändå pass eller godkänd fotolegitimation vid resa över gränsen. Övriga medborgare behöver pass eller EU:s nationella id-kort.

### Sverige
För personer som är bosatta i Sverige finns ingen skyldighet att inneha legitimation (men bilförare måste dock ha med körkort). Det är alltså inte straffbart att vara utan det, men man kan förvägras tjänster – även hos myndigheter. De flesta vuxna personer behöver i praktiken kunna legitimera sig i olika sammanhang, och använder då sitt körkort, identitetskort eller pass. Utländska pass och id-kort gäller oftast inte, särskilt inte hos bankerna, som kräver legitimation med svenskt personnummer på, det som ofta benämns ”fullgod legitimationshandling”. I Sverige utfärdar polisen nationella ID-kort (endast till svenska medborgare) vilka gäller som resehandling istället för pass för resor inom EU/Schengen och dessutom i vissa andra länder. Vid resa från Sverige till ett land utanför EU/Schengen krävs dock pass enligt 5 § passlagen ). Även Skatteverket utfärdar ID-kort (till såväl svenska som utländska medborgare) men dessa ID-kort gäller inte som resehandling istället för pass. Även vissa svenska banker utfärdar ID-kort till sina kunder; sådana typer av ID-kort gäller endast som legitimation i Sverige.

### Österrike

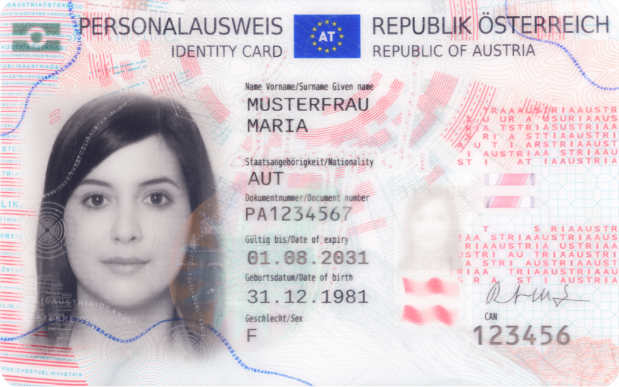
Österrikiskt id-kort

I Österrike finns det ett statligt nationellt id-kort, men det är inte obligatoriskt. Många har inget sådant kort då körkort eller pass godtas som legitimationshandling.

## Andra länder i Europa

### Albanien, Bosnien-Hercegovina, Kosovo, Makedonien, Montenegro, Serbien
I Albanien, Bosnien och Hercegovina, Kosovo, Montenegro, Nordmakedonien och Serbien är det lag på att ha och kunna visa upp en legitimation för polisen, som kan begära det när som helst. Staten eller kommunen (varierar) utfärdar nationella id-kort till alla medborgare (över en viss ålder). Korten kan i flera fall användas vid resor mellan dessa länder, och EU-medborgare kan använda sina ID-kort för resa till länderna. Utlänningar som inte är bosatta i landet måste normalt ha pass (eller för EU-medborgare nationellt ID-kort) med sig hela tiden.

### Island
Från mars 2024, I Island finns en nationell identitetshandling som kallas identitetskort (Nafnskírteini). Kortet är inte obligatoriskt att ha, och det gäller som resehandling inom EFTA och EU/EES. Kortet utfärdas av Þjóðskrá Íslands.

### Liechtenstein
I Liechtenstein finns en nationell identitetshandling som kallas identitetskort (Identitätskarte Liechtenstein). Kortet är inte obligatoriskt att ha, och det gäller som resehandling inom Efta och EU/EES. Kortet utfärdas av Ausländer- und Passamt i Vaduz.

### Norge

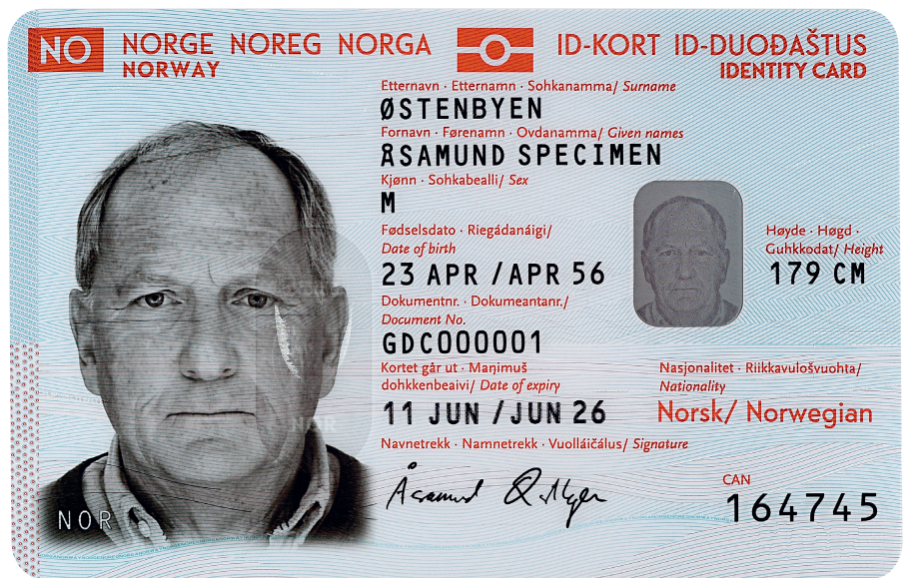
Norskt nationellt id-kort

Från 30 november 2020 utfärdar norska polisen nationellt identitetskort till norska medborgare. Dessa finns i varianterna med och utan angivande av norskt medborgarskap, där de förstnämnda gäller som resehandling inom Efta och EU/EES. Staten beslutade redan 2007 att införa ett nationellt statligt identitetskort, för att tillåta passfria resor till Schengenländer. Införande fördröjdes upprepade gånger, bland annat eftersom aktuell myndighet inte ville ta säkerhetsrisken med att id-kort kan bli utfärdade på fel grunder och för att de försökte utreda sätt klara säkerheten, eller planerade omorganisation och inte ville införa detta förrän efter det, att intressenter ställde krav som ökat med tiden, med flera skäl. Tills vidare får endast norska medborgare söka dem, även om det pågår (2022) en process för att tillåta statliga id-kort för utländska medborgare boende i Norge.
I Norge fanns det före 2020 inga nationella statliga identitetskort. Det fanns andra id-kort, till exempel utfärdade av banker. Ofta har man ett kombinerat bank- och id-kort med fotografi tryckt på själva bankkortets baksida. Sådana kort behövs för banktjänster och i en del andra situationer, även om det formellt enligt lag inte är något krav på att ha ett. Även norskt körkort och norskt pass kan användas. Bankerna vill inte utfärda id-kort av säkerhetsskäl men gör det tills vidare, även om vissa redan slutat.

### Ryssland
I Ryssland finns en obligatorisk identitetshandling som ofta kallas inrikespass, och är ett litet häfte som liknar pass till utseendet. Det innehåller personuppgifter inklusive registrerad adress. Man behöver tillstånd (propiska) för att få bosätta sig i en viss ort och detta tillstånd stämplas i inrikespasset. Till vissa orter (”stängda städer”) behövs särskilt tillstånd även för ryssar att besöka, något som kan kallas inrikesvisum. Inrikespass är den identitetshandling som efterfrågas av myndigheter, banker, flygplatser med mera.
Inrikespasset kan användas istället för utrikespass för resor till Vitryssland, Kazakstan, Kirgizistan och Armenien

### Schweiz
I Schweiz finns en nationell identitetshandling som kallas identitetskort (Identitätskarte/carte d’identité). Kortet är inte obligatoriskt att ha, och det gäller som resedokument inom Efta, EU och Cefta samt Turkiet. Systemet liknar det i Tyskland och Österrike. Utlänningar boende i Schweiz får uppehållstillstånd (Ausländerausweis/Livret pour étrangers), som för EU/EFTA-medborgare är ett gammaldags häfte med ett fotografi inklistrat, och för övriga medborgare ett uppehållstillståndskort.

### Storbritannien
I Storbritannien finns formellt inga krav på att ha legitimation. Körkort (som i Storbritannien har fotografi sedan 1998) och pass brukar användas som legitimation i de fall det krävs. Det finns enklare id-kort ("Proof of Age Standards Scheme/PASS"). Dessa är inte fullt giltiga som id-kort i banker med mera, och de används mest av unga utan körkort, som behöver dem för ålderskontroll.
Storbritannien införde 2008 obligatoriska id-kort för vissa kategorier av utländska medborgare (dessa måste sedan förr ha med sig pass om de inte har godkända id-kort).
Under 2009-2011 fanns nationella id-kort för brittiska medborgare, inklusive ett dataregister över allas adresser, foton, fingeravtryck och annat, något som vållade debatt. Detta system avskaffades 2011 och dataregistret förstördes och alla redan utgivna kort ogiltigförklarades.
Det finns en egen passkontrollfri union mellan Storbritannien, Kanalöarna och Irland (den gemensamma resezonen), som innebär att det inte är systematiska identitetskontroller mellan länderna (utom vid ankomst till Irland med flyg). Medborgare i dessa områden behöver ändå pass eller godkänd fotolegitimation vid resa över gränsen. Övriga medborgare behöver pass eller EU:s nationella id-kort.

### Ukraina

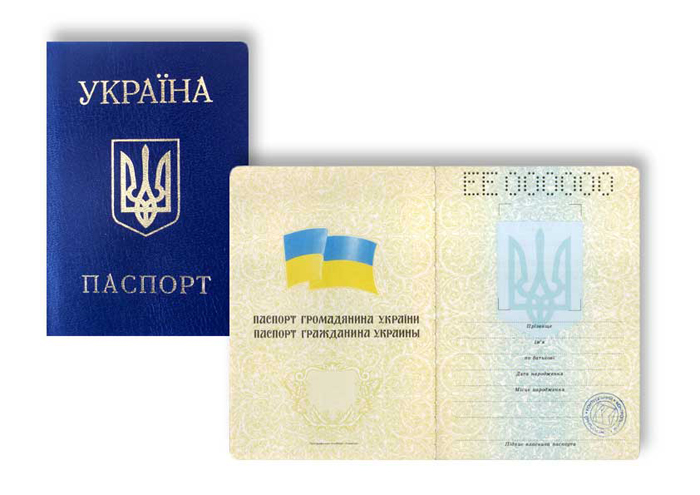
Ukrainskt inrikespass. (Utrikespass ser ungefär likadant ut men har också engelsk text på framsidan)

I Ukraina finns en obligatorisk identitetshandling som ofta kallas inrikespass, och är ett litet häfte som liknar pass till utseendet, enligt sovjetisk praxis. Det innehåller personuppgifter inklusive registrerad adress, äktenskap, barn, etnicitet och annat. Inrikespass är den identitetshandling som efterfrågas av myndigheter, banker, flygplatser med mera. Det gäller för resa till Vitryssland.

### Vitryssland
I Vitryssland är det vanliga passet obligatorisk identitetshandling. Det är en sammanslagning av internationellt pass och inrikespass och innehåller en del extra sidor för inrikes myndigheters bruk.

## Andra länder

Kinesiskt identitetskort

### Australien och Nya Zeeland
I Australien och Nya Zeeland gäller att det inte finns officiella nationella id-kort. Ofta behövs id-kort, till exempel för bankärenden och ålderskontroll, dock vanligen inte för kortköp. Då används körkort, pass eller vid ålderskontroll ett enklare ”åldersbevis”.

### Centralamerika
I Costa Rica, El Salvador och Panama är det lag på att ha och kunna visa upp en nationellt id-kort för polisen, som kan begära det när som helst.
I Mexiko finns en nationell identitetshandling i form av ett grönt kort, som kallas CURP (Clave Única de Registro de Población). Man behöver inte alltid ha det med sig, men det behövs för många olika tjänster.

### Egypten, Irak, Israel, Turkiet
Alla i Egypten, Irak, Israel och Turkiet (över viss ålder) behöver ha ett nationellt identitetskort med sig. Iraks, Turkiets och Egyptens nationella identitetskort anger religion vilket orsakat protester. I många muslimska länder står religion på id-kort eftersom vissa regler gäller särskilt för muslimer, såsom slöja för kvinnor, alkoholförbud, och bön vid bestämda tidpunkter. Polisen behöver veta religion för att kontrollera efterlevnad. Kristna som inte följer regler om till exempel slöja trakasseras ofta så de följer oftast dem också.

### Gambia, Zimbabwe
Alla över 18 (Gambia) eller 16 (Zimbabwe) ska ha ett nationellt identitetskort med sig.

### Kanada och USA

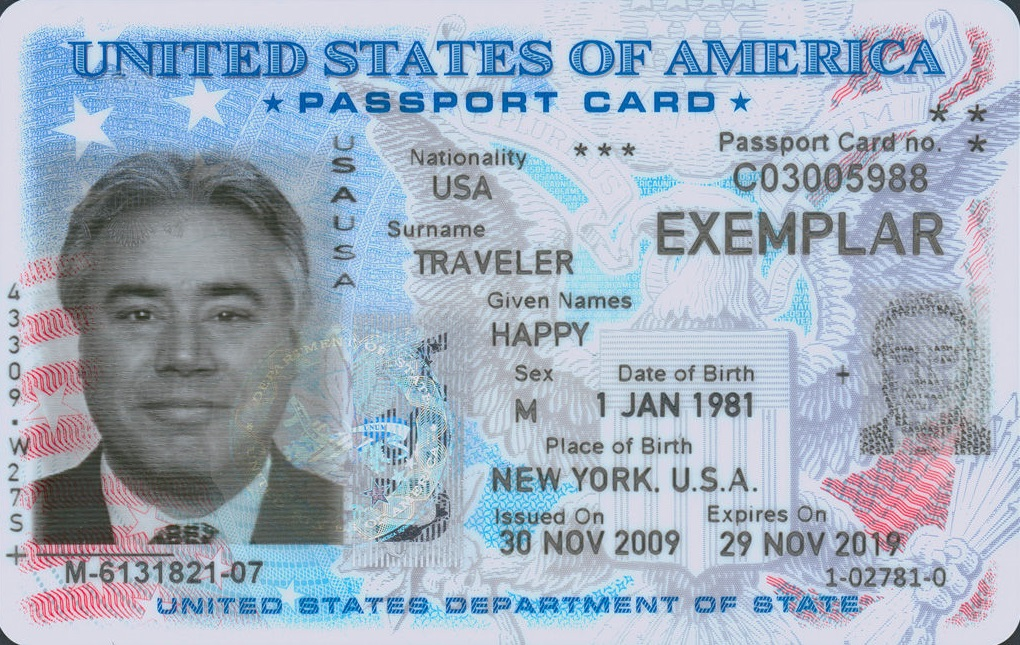
US Passport Card

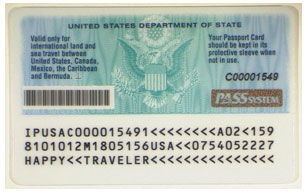
US Passport Card

I Kanada och USA finns bara en typ av nationellt identitetskort, de som kan ersätta pass vid gränsen mellan länderna, men få har skaffat sådana. I praktiken används körkort (som utfärdas av delstatsstyrena) som legitimationshandling i många sammanhang, såsom när man köper alkohol och tobak, öppnar bankkonto och går ombord på flygplan. Personer utan körkort kan ansöka om identitetskort med motsvarande funktion från samma delstatsmyndighet som utfärdar körkort. I ett antal av USA:s delstater är identitetskort obligatoriskt att ha med sig. Polisen får fritt fråga efter det. I fem delstater (Arizona, Indiana, Louisiana, Nevada, och Ohio) kan polisen rakt av arrestera personer utan kort. I 14 ytterligare stater får polisen utan vidare fråga om id-kort och vad man sysslar med, men att inte ha det är inte i sig nog för arrestering eller böter.

### Kina
I Folkrepubliken Kina måste alla bära med sig ett statligt identitetskort. Likadant är det i Hongkong, där man har speciella kort, som inte gäller för resa till övriga Kina dit ett särskilt tillståndskort för resor till fastlandet behövs.

### Indien, Bangladesh
Ett nationellt id-kort har introducerats i Indien och i Bangladesh. Det är inte formellt lagkrav att ha det, men det underlättar. I Bangladesh är det nödvändigt för vissa tjänster, såsom i banker, skaffa körkort, pass med mera.

### Indonesien, Malaysia, Pakistan, Thailand, Vietnam
Alla över en viss ålder i dessa länder måste alltid ha med sig ett nationellt identitetskort.

### Iran
Alla i Iran över 15 behöver för vissa tjänster, såsom hos banker och myndigheter, ha ett nationellt identitetskort . 

### Japan
Japan har inga nationella identitetskort. Vid behov används körkort, pass och vissa andra handlingar som legitimation.

### Sydafrika
Alla vuxna bosatta i Sydafrika behöver en nationell identitetshandling, som består av ett häfte som ser ut som ett pass. Man behöver inte alltid ha det med sig, men det behövs för många olika tjänster.

### Sydamerika

#### Colombia

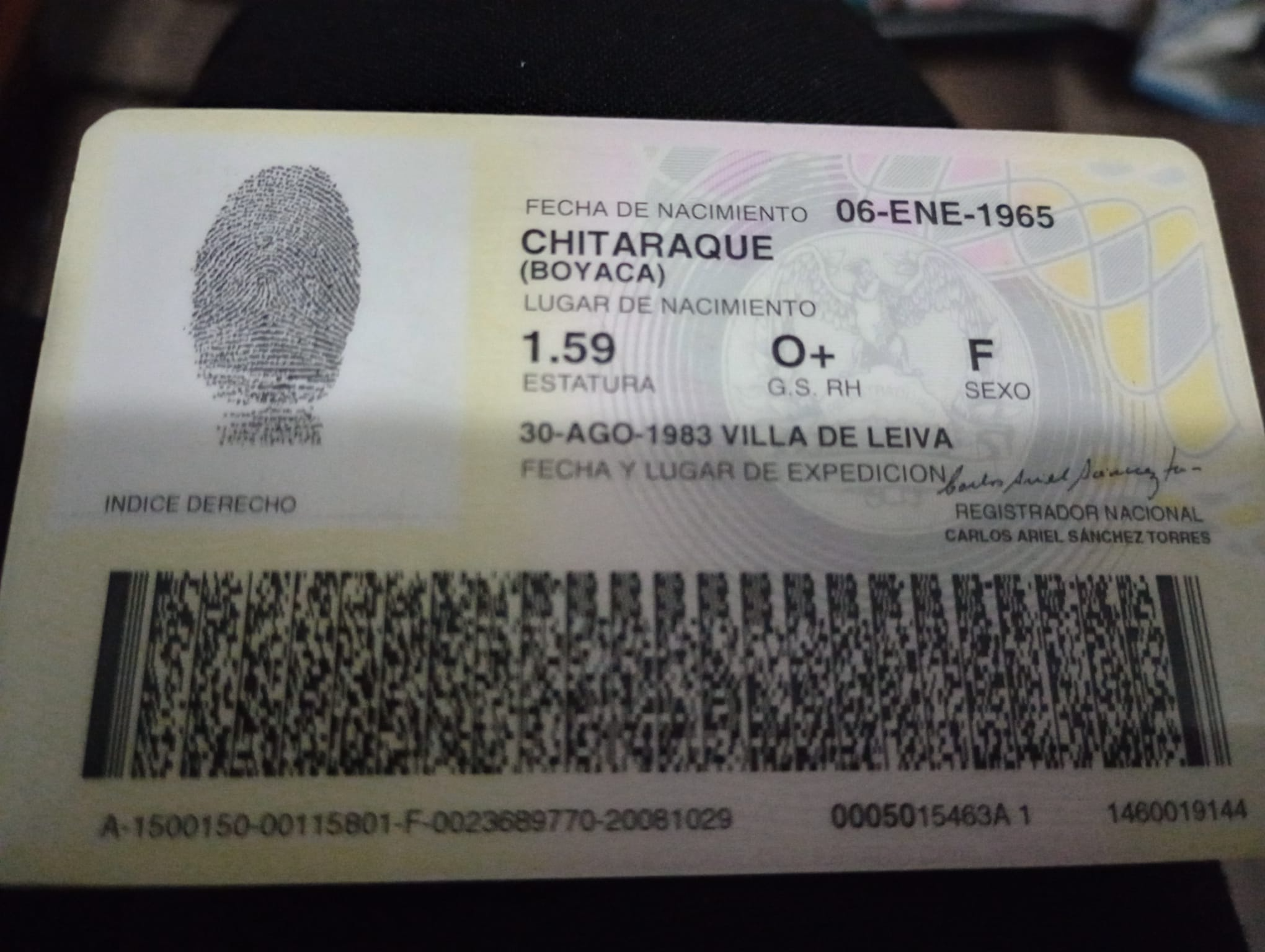

Colombiansk obligatorisk aktuell identitetshandling för vuxna.

Medborgarskapskortet eller identitetshandlingen är den identitetshandling som utfärdas till colombianska medborgare av National Registry of Civil Status, i Colombia och diplomatiska beskickningar utomlands till alla colombianska personer över 18 år, eftersom det för minderåriga är ett "identitetskort".  Detta är det enda giltiga identifieringsdokumentet för alla civila, politiska, administrativa och rättsliga handlingar enligt lag 39 från 1961.
I Argentina, Bolivia, Brasilien, Chile, Colombia, Peru och Uruguay är det lag på att ha och kunna visa upp en nationellt id-kort för polisen (eller eventuellt annan id-handling), som kan begära det när som helst. I Argentina finns också en handling som liknar pass till utseendet och där man noterar fingeravtryck, militärtjänst, adress med mera. Det eller id-kortet behövs som id-handling.
Sydamerikanska ID-kort, både för medborgare och (tillfälligt eller permanent) bosatta utlänningar kan användas för utrikes resor inom Sydamerika, på samma sätt som europeiska ID-kort inom Europa. Surinam, Guyana och Franska Guyana omfattas inte av detta. EU/EFTA-medborgare kan dock resa till Franska Guyana på nationellt ID-kort